# Reprezentacja Polski na Mistrzostwach Europy w Wioślarstwie 2008
Reprezentacja Polski na Mistrzostwach Europy w Wioślarstwie 2008 liczyła 41 sportowców. Najlepszymi wynikami było 2. miejsce w dwójce podwójnej i dwójce podwójnej wagi lekkiej kobiet.

## Medale

### Złote medale
Brak

### Srebrne medale
dwójka podwójna (W2x): Magdalena Fularczyk, Natalia Madaj
dwójka podwójna wagi lekkiej (LW2x): Weronika Deresz, Ilona Mokronowska

### Brązowe medale
ósemka (M8+): Sebastian Kosiorek, Michał Stawowski, Patryk Brzeziński, Piotr Buchalski, Wojciech Gutorski, Marcin Brzeziński, Rafał Hejmej, Mikołaj Burda, Daniel Trojanowski

## Wyniki

### Konkurencje mężczyzn
- dwójka bez sternika (M2-): Piotr Hojka, Jarosław Godek – 6. miejsce
- dwójka podwójna (M2x): Michał Słoma, Wiktor Chabel – 4. miejsce
- dwójka podwójna wagi lekkiej (LM2x): Tomasz Mrozowicz, Michał Rychlicki – 8. miejsce
- czwórka bez sternika (M4-): Maciej Mattik, Dawid Pacześ, Łukasz Kardas, Zbigniew Schodowski – 5. miejsce
- czwórka podwójna (M4x): Piotr Licznerski, Artur Śledzik, Karol Niziołek, Arnold Sobczak – 7. miejsce
- czwórka bez sternika wagi lekkiej (LM4-): Szymon Wiśniewski, Jerzy Kowalski, Mariusz Stańczuk, Łukasz Siemion – 8. miejsce
- ósemka (M8+): Sebastian Kosiorek, Michał Stawowski, Patryk Brzeziński, Piotr Buchalski, Wojciech Gutorski, Marcin Brzeziński, Rafał Hejmej, Mikołaj Burda, Daniel Trojanowski – 3. miejsce

### Konkurencje kobiet
- jedynka (W1x): Agata Gramatyka – 6. miejsce
- dwójka podwójna (W2x): Magdalena Fularczyk, Natalia Madaj – 2. miejsce
- dwójka podwójna wagi lekkiej (LW2x): Weronika Deresz, Ilona Mokronowska – 2. miejsce
- ósemka (W8+): Kamila Soćko, Marlena Ertman, Zuzanna Trzcińska, Magda Korczak, Kornelia Nitzler, Anna Jankowska, Kinga Kantorska, Joanna Leszczyńska, Paulina Górska – 5. miejsce